# Ernest Ludwik (wielki książę Hesji)
Ernest Ludwik Karol Albert Wilhelm (wielki książę Hesji i Renu) (niem. Ernst Ludwig Karl Albert Wilhelm von Hessen und bei Rhein), (ur. 25 listopada 1868 w Darmstadt, zm. 9 października 1937 w pałacu Wolfsgarten w Langen) – ostatni wielki książę Hesji w latach 1892–1918.

## Życiorys
Książę Ernest Ludwik był czwartym dzieckiem i najstarszym synem Alicji Koburg, księżniczki Wielkiej Brytanii i wielkiego księcia Hesji Ludwika IV. Jego dziadkami ze strony matki byli Wiktoria Hanowerska, królowa Wielkiej Brytanii, i książę Albert. Dziadkami ze strony ojca byli książę Karol Heski i księżniczka Elżbieta Pruska. Wczesne dzieciństwo i młodość Ernesta Ludwika było naznaczone częstą chorobą w rodzinie. Rodzeństwo księcia było nosicielami hemofilii.

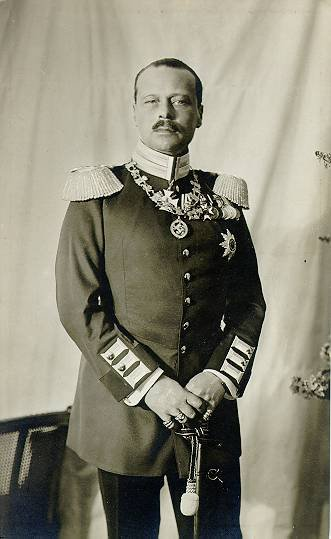
Książę Ernest Ludwik

Pierwsza tragedia dotknęła rodzinę w 1873, kiedy młodszy brat Ernesta, hemofilik Fryderyk (1870–1873), nazywany Frittie, wypadł przez otwarte okno, uderzył głową w poręcz i godzinę później zmarł na krwotok mózgu. Matka, księżna Alicja, często brała swoje dzieci na grób syna, aby modlić się i w melancholii rozpamiętywać księcia. W 1878 przez Darmstadt przetoczyła się epidemia błonicy. Wszystkie dzieci (z wyjątkiem księżniczki Elżbiety, która została odesłana do swojej babki ze strony ojca) oraz ich ojciec zachorowały. Księżniczka Alicja troszczyła się o swojego chorego męża i dzieci, ale 16 listopada najmłodsza z nich, księżniczka Maria, zmarła. Alicja utrzymywała to w tajemnicy przed rodziną przez kilka tygodni do czasu, aż Ernest Ludwik, który był bardzo przywiązany do małej Marii, zapytał o siostrę. Ernesta Ludwika opanowała rozpacz, gdy dowiedział się od matki o śmierci Mai.
W dniu 19 kwietnia 1894 roku, za namową ich wspólnej babki, królowej Wiktorii, Ernest Ludwik poślubił swoją kuzynkę w pierwszej linii, księżniczkę Wiktorię Melitę Koburg (Ducky), ale małżeństwo to nie należało do szczęśliwych. Mieli dwójkę dzieci, córkę Elżbietę urodzoną w 1895 roku, która zmarła na tyfus w wieku ośmiu lat, oraz syna, który urodził się martwy w 1900 roku. Para zerwała ze sobą i dnia 21 grudnia 1901 roku rozwiodła się na podstawie „stałej wzajemnej antypatii” na mocy specjalnego wyroku Sądu Najwyższego Hesji. Wiktoria Melita opowiadała później, że miała już dość ciągłych romansów homoseksualnych Ernesta Ludwika.
W 1905 roku Ernest Ludwik ożenił się ponownie. Poślubił księżniczkę Eleonorę Solms-Hohensolms-Lich, z którą miał dwóch synów: Jerzego Donatusa, księcia Hesji (1906–1937), oraz Ludwika, księcia Hesji (1908–1968). Jerzy Donatus poślubił grecką księżniczkę Cecylię (siostrę Filipa, księcia Edynburga, męża królowej Elżbiety II), i miał z nią potomstwo. Natomiast Ludwik poślubił Margaret Campbell Geddes, z którą nie miał potomstwa. Adoptował Maurycego (1926–2013), landgrafa Hesji, jako swojego następcę.
W ciągu swojego życia Ernest Ludwik był mecenasem sztuki, założył kolonię artystów Darmstädter Künstlerkolonie w Darmstadt i sam był autorem poezji, sztuk, esejów i utworów na fortepian. W czasie I wojny światowej Ernest Ludwik służył w armii niemieckiej, a podczas rewolucji w 1918 roku zażądano od niego, aby abdykował, ale nigdy tego nie uczynił. Utracił swój tron, gdyż został on po prostu zniesiony. W październiku 1937 Ernest Ludwik zmarł w pałacu Wolfsgarten, niedaleko Darmstadt w Hesji. Chociaż już od prawie dwudziestu lat nie panował w Hesji, w dniu 16 listopada 1937 zorganizowano dla niego pogrzeb państwowy. Został pochowany w Rosenhohe, tradycyjnym miejscu pochówku członków dynastii wielkich książąt heskich.

## Kwestia sukcesji
Po jego śmierci jego marzenie z dzieciństwa, żeby nie umierać w samotności, odbiło się echem na następnym pokoleniu. Krótko po śmierci swojego ojca książę Louis miał poślubić Margaret Campbell-Geddes z Anglii. Jego starszy brat, Dziedziczny Wielki Książę Jerzy Donatus wraz z resztą rodziny poleciał samolotem z Hesji do Anglii na ślub brata. Jednakże jego samolot nigdy nie doleciał do celu. Jerzy Donatus wraz ze swoją żoną, księżniczką Grecji i Danii Cecylią, dwoma synami Ludwikiem i Aleksandrem, jego matką Wielką Księżną Eleonorą, nianią i przyjacielem rodziny zginęli w wypadku, gdy ich samolot rozbił się niedaleko Ostendy. W chwili katastrofy Cecylia była w ciąży z ich czwartym dzieckiem. Martwy noworodek został odnaleziony wśród szczątków. Ich najmłodsza córka Joanna, która nie leciała tym samolotem została adoptowana przez swego wuja Ludwiga, który nie miał własnych dzieci. Dziewczynka przeżyła swoich rodziców i braci zaledwie o osiemnaście miesięcy, gdyż w 1939 roku zmarła na zapalenie opon mózgowych.

## Odznaczenia
- Wielki Mistrz Orderu Ludwika (1892–1937, Hesja)
- Wielki Mistrz Orderu Domowego Lwa Złotego (1892–1937, Hesja)
- Wielki Mistrz Orderu Zasługi Filipa Wspaniałomyślnego (1892–1937, Hesja)
- Order Świętego Andrzeja (Rosja)[3]
- Order Annuncjaty (Włochy)[3]
- Order Podwiązki (1982, Wielka Brytania)[3]
- Krzyż Wielki Orderu Łaźni (1887, Wielka Brytania)[3]
- Królewski Łańcuch Wiktoriański (1902, Wielka Brytania)[3]
- Order Orła Czarnego (Prusy)[3]
- Order Korony Rucianej (Saksonia)[3]
- Order Świętego Huberta (Bawaria)[3]
- Order Złotego Runa (1910, Hiszpania)[3]
- Krzyż Wielki Orderu Świętego Stefana (1893, Austro-Węgry)[4][3]